# Талька (Минская область)
Та́лька (белор. Талька) — деревня в Пуховичском районе Минской области Беларуси. Являлась центром Тальковского сельсовета до объединения его с Блужским сельсоветом.
В деревне протекает река Талька, от имени которой Талька получила своё название.
В 2010 году в Тальке проживало 345 человек. Расположена железнодорожная станция Талька.

## История
Изначально Талька относилась к Игуменскому уезду Минской губернии.
Первое упоминание Тальки датировано 1833 годом. В документе под названием «Аб ліквідацыі Смілавіцкага місіянерскага рымска-каталіцкага манастыра», хранящемся в Национальном историческом архиве Беларуси, сообщается о том, что после восстания 1830—1831 года российские власти закрыли Смиловичский монастырь, а его имущество решили продать с открытого торга.
В 1873 году через Тальку прошла Либаво-Роменская железная дорога, появилась станция. В 9 томе книги В. П. Семёнова «Россия. Полное географическое описание нашего Отечества» приводится следующий факт:

В 19 верстах за Пуховичами (М.-Горкой) Либава-Роменская железная дорога достигает станции Талька, грузящей свыше 700 тысяч пудов лесных грузов
В настоящее время деревня является остановочным пунктом электропоездов Осиповичского направления Белорусской железной дороги.
В результатах переписи населения 1897 года упоминаются «поселение Талька» (в котором было 15 дворов, проживало 26 мужчин, 43 женщины), «станция Талька» (4 двора, 19 мужчин и 21 женщина) и «посёлок Талька» (4 двора, 12 мужчин и 18 женщин).
В 1912 году в Тальке открылась школа. В 1921 году здесь уже было 3 школы (Слободская, Тальковская польская и Тальковская еврейская). В 2010 году — одна школа.
с 2016 года Тальковская БШ закрылась.
В 1942 году партизанские отряды Владимира Тихомирова и Евгения Филипских провели операцию по захвату и взрыву сильно охраняемого немцами железнодорожного моста через реку Талька. В результате операции железная дорога Минск-Бобруйск была выведена из строя на 12 суток, несколько поездов были пущены под откос. В апреле 1943 года деревня оказалась в зоне действия карательной антипартизанской операции. Прибывшая полевая жандармерия на ст. Талька арестовала 80 бывших советских работников, в м. Горки свыше 150 чел. Часть из них на месте расстреляла, а остальных отправили на каторжные работы в Германию. 2 июля 1944 года Советское Информбюро сообщило об овладении войсками 1-го Белорусского фронта железнодорожными станциями Лапичи, Уборок, Талька, Городея, Середняки. За время оккупации деревне был причинён значительный ущерб. Разрушено 20 домов из 258 существовавших до войны. Из 893 жителей убито карателями 312.

## Экономика
- Отделение железной дороги
- Профилакторий БЖД «Талька»

## Культура
Около д. Талька ежегодно проводится белорусский музыкальный фестиваль «Талькаўскі фэст».

## Достопримечательности
- Курганный могильник, на юго-восток, окраине деревни
- Покровская церковь (2000-е годы)
- В Тальке имеется необычная церковь, бывшая раньше обычным одноэтажным зданием.
- В сентябре 1941 года в лесу около деревни немцами были расстреляны евреи из гетто в Тальке. На их братской могиле родные убитых установили несколько памятников.
- Железнодорожная казарма начало XX века
- Дом, в котором жил Якуб Колос. В этом дом Якуб Колос написал «Міхасёвы прыгоды» і «Дрыгву». Упоминал Тальку и одноименную речку в своих произведениях.

### Памятник, скульптура
- Мемориальная доска в память Якуба Колоса.
- Братская могила. В сквере, у железнодорожного вокзала Талька. В 1961 году установлен памятник погибшим советским солдатам и партизанам Второй мировой войны.
- Мемориальный знак на месте, где 22 сентября 1941 года расстреляли 280 жителей деревни.

## Галерея
- Жд станция Талька
- Железнодорожная казарма при станции, нач. XX в.
- Старый дом около железнодорожной станции
- Лядовня 1913 при железнодорожной станции

## Известные лица
- Михаил Григорьевич Булынко (1913—?) — кандидат технических наук, доцент.
- Татьяна Александровна Жданович (1918—1998) — медик, Заслуженный врач БССР (1960).
- Николай Павлович Крандо (1904—1989) — советский полководец, генерал-лейтенант (1960).
- Иван Леопольдович Лысаковский (1921—2021) — белорусский военный и государственный деятель, генерал-майор (1971).
- Иван Иванович Павлович (1930—2001) — железнодорожник, Герой Социалистического Труда (1974).
- Иван Брониславович Шатилло (1910—1977) — белорусский советский актёр театра и кино. Народный артист БССР (1953).